# 12848 Agostino
12848 Agostino eller 1997 NK10 är en asteroid i huvudbältet som upptäcktes den 10 juli 1997 av den italienska astronomen Andrea Boattini i Campo Imperatore. Den är uppkallad efter Agostino Boattini, far till upptäckaren.
Asteroiden har en diameter på ungefär 5 kilometer och den tillhör asteroidgruppen Maria.